# 兩角金線魮
兩角金線魮，又稱兩角金線䰾（学名：Sinocyclocheilus biangularis）为輻鰭魚綱鯉形目鲤科金線魮屬的其中一種。分布於亞洲中國西南部淡水流域，棲息在底中層水域，生活習性不明。

## 扩展阅读
維基物種上的相關：兩角金線魮